# Gla1ve
Lukas Egholm Rossander (født 7. juni 1995), bedre kendt som Gla1ve (ofte stavet med lille forbogstav), er en dansk professionel Counter-Strike-spiller fra det danske hold Astralis, for hvem han er in-game leader.